# Casa Francesc Piña
La Casa Francesc Piña és un edifici situat a la cantonada de la Rambla amb el carrer del Carme del Raval de Barcelona, catalogat com a bé cultural d'interès local.

## Història
El 1850, Francesc Piña i Aguiló va adqurir la finca a Ignasi Olivó, i va encarregar-ne el projecte a l'arquitecte Josep Fontserè i Domènech. El 1851, Piña va sol·licitar a l'Ajuntament que se li rebaixés el pis de l'antiga peixateria i es fessin desaparèixer les escales que hi havia davant l'Església de Betlem. El 1887, els seus hereus vengueren la propietat a Josep Roura i Serra.

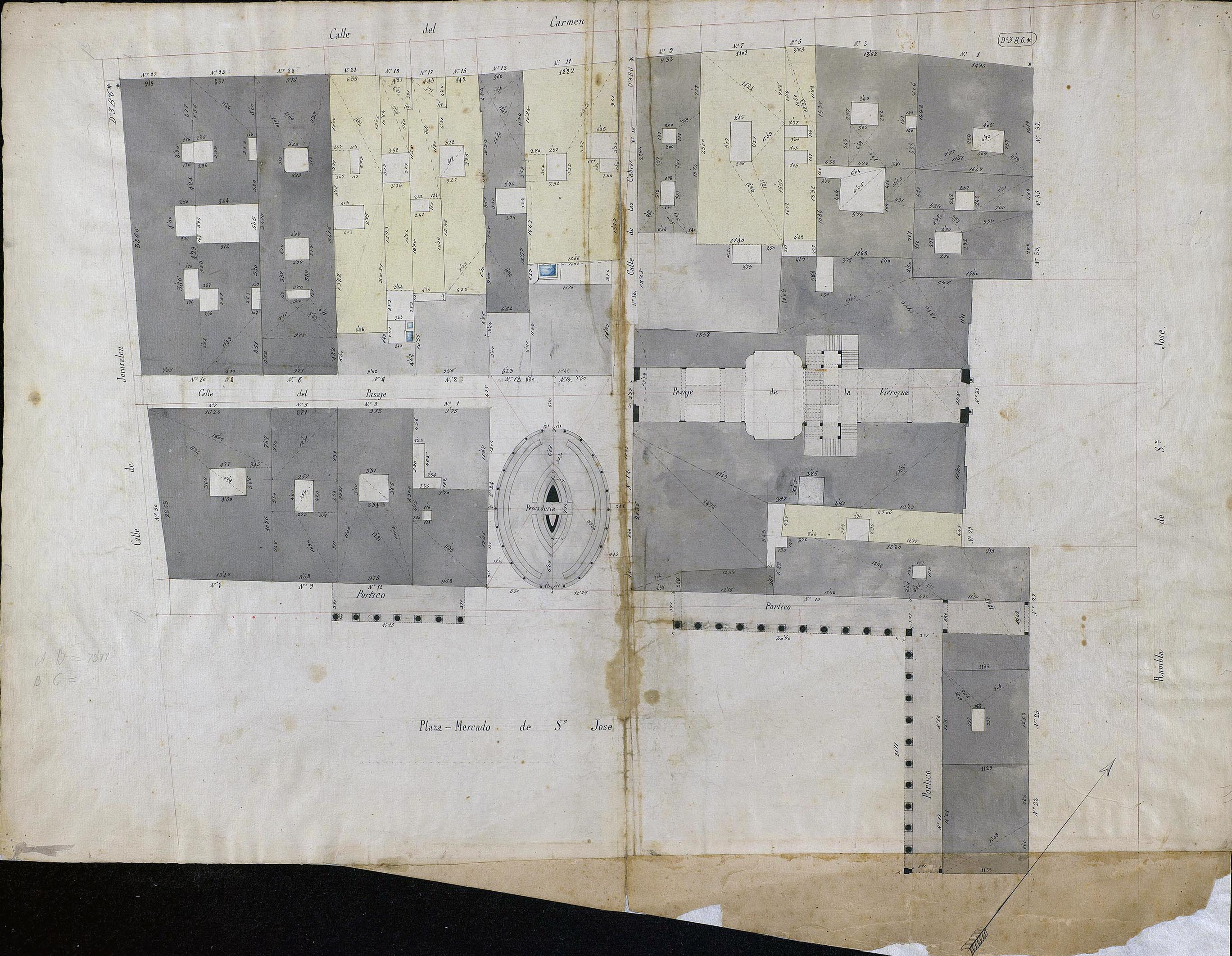
Quarteró núm. 69 de Garriga i Roca (c. 1860)

L'any 1895, Joan Boix, veí de l'immoble des del 1883, obrí a la planta baixa la joieria-rellotgeria coneguda com El Regulador. L'any 1911, l'arquitecte Josep Bori i el decorador Salvador Alarma la redissenyaren, dotant-la d'una sumptuosa decoració d'estil modernista que va merèixer la distinció de l'Ajuntament, malauradament destruïda abans de la Guerra Civil. L'any 1948, la botiga fou adquirida per la joieria Bagués (fundada el 1917), dels germans Narcís i Amadeu Bagués, donant lloc a una reforma parcial l'any 1955. Al vestíbul de la joieria hi havia una bàscula Arisó, molt popular, on els vianants entraven a pesar-se.
L'any 1990 es procedí a la reforma integral de l'edifici, dirigida per l'arquitecte Rafael Vila i l'aparellador Lluís Reventós. Després del trasllat de la joieria, l'arquitecte Jordi Clos dirigí les obres de reconversió de l'immoble en hotel de luxe. Amb aquesta finalitat s'enderrocà tot l'interior i es feu la remunta de l'àtic.

## Descripció
L'edifici disposa de dues façanes afrontades al carrer del Carme i la Rambla, on se situa l'accés principal, i comprèn planta baixa amb altell, pis principal, tres pisos, àtic i terrat.
Les façanes estructuren les seves obertures en eixos verticals i horitzontals de ritme regular i de dimensions decreixents, disposats en tres nivells compositius diferenciats: el primer nivell, consistent en un basament de pedra; el segon nivell, que comprèn els dos primers pisos dins d'una columnata de pilastres decoratives, i el tercer nivell, que comprèn els dos darrers pisos. El primer, que fins a l'any 2008 albergava la Joieria Bagués, s'obre a la Rambla per mitjà de tres grans arcs de mig punt i una porta més petita allindanada. Aquestes obertures es troben emmarcades dins d'uns pilars de pedra encoixinada i contenen la planta baixa i l'altell de la planta baixa. En la darrera intervenció, s'afegiren els grans fanals de bronze daurat fixats en els carcanyols dels arcs. Les claus d'aquests, en forma de mènsula, sostenen la volada pètria del gran balcó que envolta la planta principal, ja en el segon nivell compositiu. Aquest és ressaltat per la presència, entre obertura i obertura, de parelles de pilastres estriades d'estuc i capitell jònic de terracota. L'entaulament d'aquesta falsa columnata és, al mateix temps, basament dels balcons simples de la tercera planta.
Tots els balcons presenten els emmarcaments de pedra i llurs baranes originals són de ferro forjat i fos. Per damunt l'entaulament i alineats amb cadascuna de les parelles de pilastres, hi ha un conjunt de relleus en terracota que representen dos amorets en diferents accions en la natura. Rematant les pilastres, encara s'hi afegiren medallons amb busts de terracota. El coronament de l'edifici conté els respiradors de la solera del terrat (avui en desús) i permòdols decoratius. Per damunt d'aquest cornisament s'hi entreveu l'àtic reculat afegit durant la darrera intervenció. La reconversió de l'immoble-botiga en hotel comportà la destrucció total de l'interior, que va ser totalment remodelat.